# Дзукло
Дзу́кло (итал. Zuclo) —  коммуна в Италии, располагается в области Трентино-Альто-Адидже, в провинции Тренто.
Население коммуны, на 31.12.2015 года составляло 365 человек, плотность населения ─ 35,42 чел./км². Коммуна занимает площадь 10,31 км². Почтовый индекс — 38079. Телефонный код — 0465.
Покровителем коммуны почитается святитель Мартин Турский, празднование 11 ноября.

## Население
Динамика населения:

## Администрация коммуны
- Официальный сайт: